# Grand Tour of Switzerland

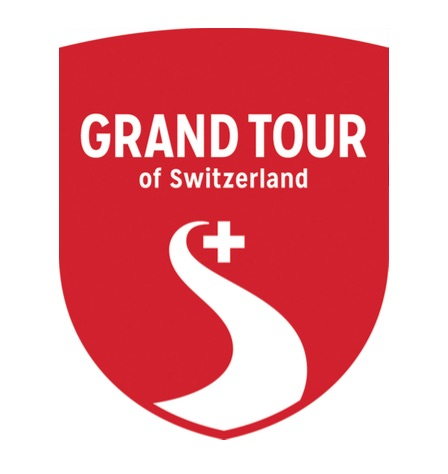

De Grand Tour of Switzerland is een bewegwijzerde toeristische autoroute in Zwitserland. De route is 1643 kilometer lang en verbindt 46 Zwitserse toeristische hoofdattracties met elkaar. Aan 65 verschillende uitzichtpunten werden Grand Tour-Foto-Spots opgericht. De route werd gecreëerd in 2015.

## Afbeeldingen

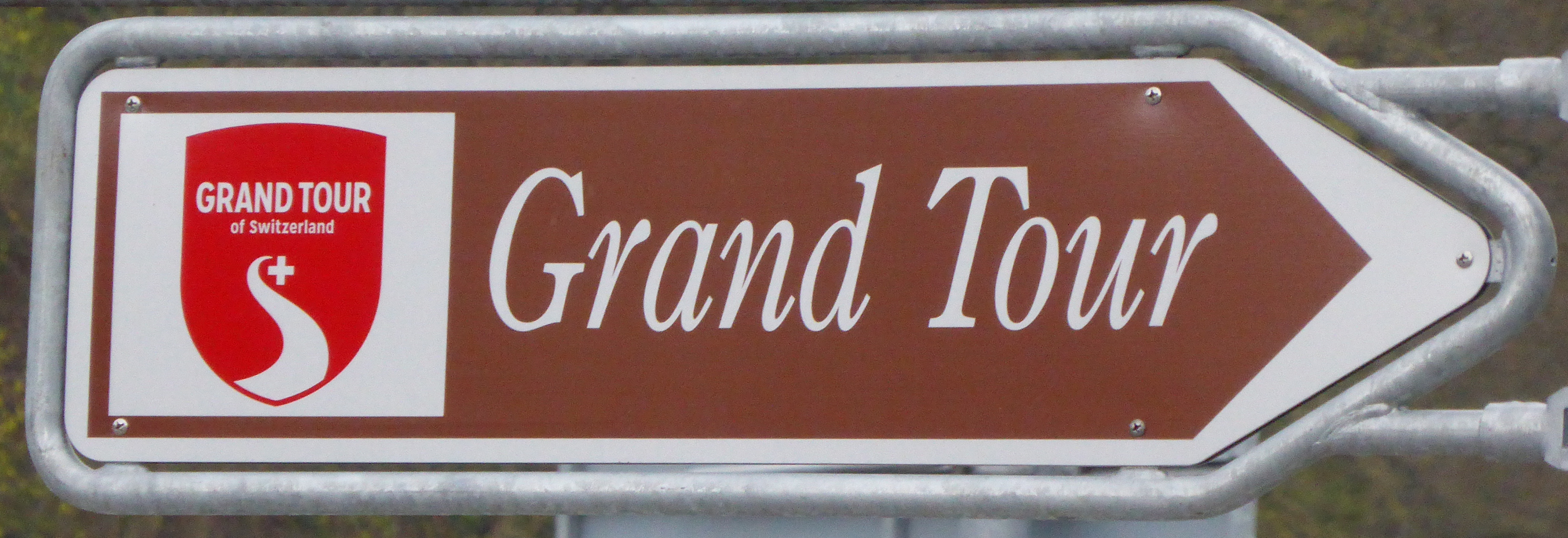
Wegwijzer
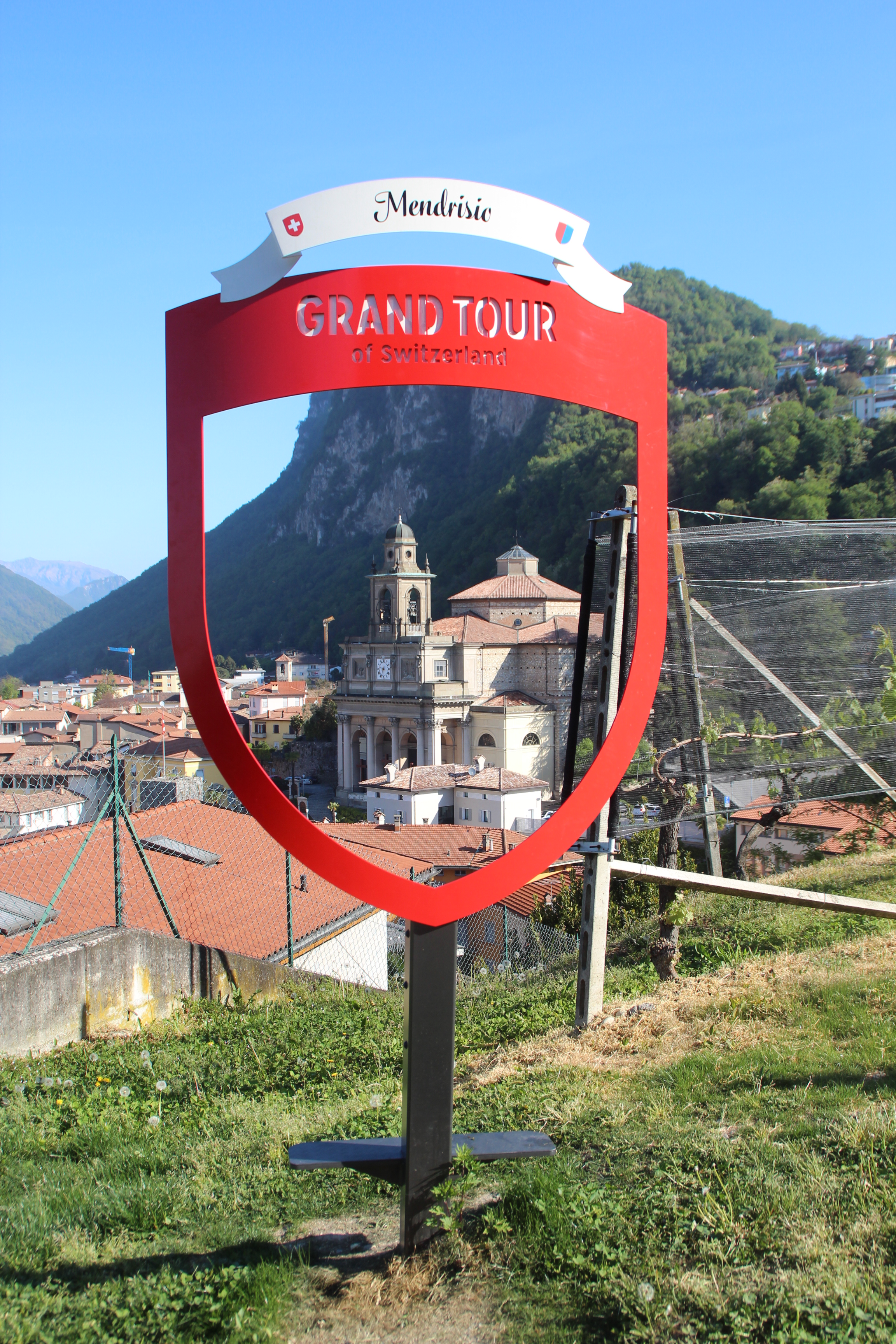
Foto-Spots
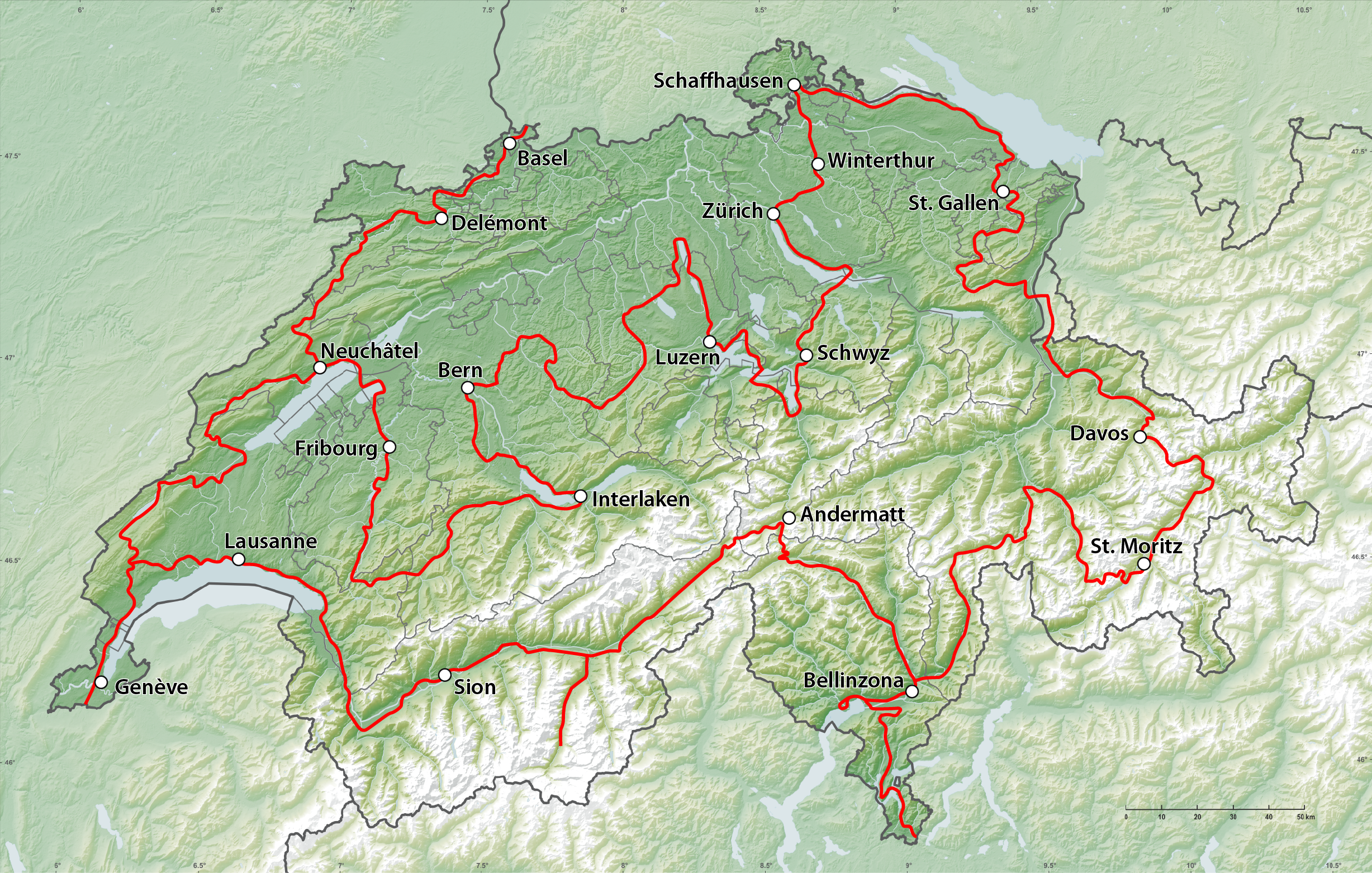
De Grand Tour of Switzerland